# Bertha Espinoza Segura
María Bertha Espinoza Segura (Álamo, Veracruz, 15 de noviembre de 1957-Ciudad de México, 13 de septiembre de 2022) fue una política mexicana, miembro del partido Movimiento Regeneración Nacional (Morena). Fue diputada federal de 2018 a 2021 y reelecta para el mismo cargo para el periodo de 2021 a 2024, falleció en el ejercicio de su cargo en 2022.

## Biografía
Tenía estudios truncos de Contaduría Pública. Entre sus actividades privadas, estuvo el negocio de un taller de imprenta.
En 2015 fue candidata a diputada federal por Morena, no logrando el triunfo. En 2018 fue por segunda vez postulada a dicho cargo, en representación del Distrito 3 de Veracruz, siendo electa para la LXIV Legislatura que concluyó en 2021. En esta legislatura ocupó los cargos de secretaria de la comisión de Economía Social y Fomento del Cooperativismo; así como integrante de las comisiones de Marina; y,  de Recursos Hidráulicos, Agua Potable y Saneamiento.
En 2021 fue postulada a la reelección por el mismo distrito electoral, logrando nuevamente el triunfo y ejerciendo el cargo en la LXV Legislatura que debería de haber concluido en 2024. En esta ocasión sus cargos fueron secretaria de la comisión de Defensa Nacional; e integrante de las comisiones de Economía Social y Fomento del Cooperativismo; y de Marina.
Falleció el 13 de septiembre de 2022 en la Ciudad de México, a causa de un padecimiento de cáncer.